# La Via (Toralla)
La Via és una partida rural constituïda per camps de conreu de secà del terme municipal de Conca de Dalt, a l'antic terme de Toralla i Serradell, al Pallars Jussà, en territori del poble de Toralla.
Està situada al sud de les Planasses i al nord de la Cometa, a ponent d'Escauberes i a l'esquerra de la Llaueta de Vilanova.